# أم سليم بالسر (الدوادمي)
أم سليم بالسر، هي قرية من فئة (أ) تقع في محافظة الدوادمي، والتابعة لمنطقة الرياض في السعودية. وتبعد أم سليم بالسر عن محافظة الدوادمي بمسافة تقارب () كم.